# Kaple Nejsvětější Trojice (Sokolov)
Kaple Nejsvětější Trojice, od 90. let 20. století chrám Nejsvětější Trojice je pravoslavný chrám a bývalá římskokatolická kaple v Sokolově v Karlovarském kraji. Pravoslavné církvi, slouží od 90. let 20. století. Kaple stojí na jihozápadním okraji Starého náměstí v Sokolově, před kapucínským klášterem. Nachází se v místech, kde se ještě na konci 19. století rozkládal východní okraj starého hřbitova. V regionální literatuře se uvádí, že v minulosti se krátce jmenovala kaple Korunování Panny Marie. Rovněž v památkovém katalogu Národního památkového ústavu je vedena pod tímto názvem. Vzhledem k prolínání obou námětů lze považovat název za relevantní.
Kaple je chráněna jako kulturní památka.

## Historie
Kaple byla postavena na místě starší kapličky svatého Jan Křtitele. Stavbu kaple v těsné blízkosti kapucínského kláštera iniciovalo sokolovské arciděkanství. V té době nepanovaly příliš přátelské vztahy mezi sokolovským arciděkanstvím a kapucíny. Arciděkanství nejspíš těžce neslo odliv věřících poté, co byl v klášterním kostele zřízen hudební kůr, čímž klášter získával nové věřící na úkor kostela svatého Jakuba Většího.
Sokolovský stavitel Johann Andreas Leistner zažádal roku 1771 u pražské konzistoře o povolení k opravě a zvětšení původní kapličky. K zahájení stavby došlo 23. března 1772, k vysvěcení kaple 24. května 1774. Rok poté byla přistavěna sakristie a následně zabudovány malé varhany od Josefa Pleyera z Lokte. Při požáru města 23. června 1874 byla kaple zničena a přibližně v obdobné podobě brzy znovu obnovena. V roce 1964 požádal tehdejší městský národní výbor o její demolici. Památkovými institucemi však byla žádost zamítnuta. K opravám kaple došlo roku 1966. Ještě v roce oprav byl v zadní stěně presbytáře osazený umělecky hodnotný renesanční náhrobek ze zrušeného hřbitova. Ten však při opravách zmizel, neznámo kam. Poslední oprava kaple byla provedena v roce 1996.
Po předání kaple pravoslavné církvi slouží k nedělním a svátečním bohoslužbám.

## Architektura a interiér
Kaple je obdélná jednolodní stavba o rozměrech přibližně 16 x 9 metrů s užším pravoúhlým presbytářem se zaobleným nárožím. Na stavbu byl použit kámen z Hruškové, dřevo z kynšperských lesů, plech z Rotavy, cihly z Nosticovské cihelny. V ose kaple navazuje na presbytář výrazně nižší sakristie ve formě pravoúhlého přístavku. Průčelí kaple je rytmizováno dvěma pilastry, ukončenými v hlavní římse. Portál je o otesaného kamene. Nad supraportou s prolomeným trojúhelníkovým frontonem se nachází tzv. jetelové okno. Na vrcholu štítu, ve kterém je umístěno kruhové okno, se tyčí zděná zvonička. Oba boky kaple mají po dvou oknech jetelového tvaru. Na nárožích jsou provedeny štukové lizény. Loď, presbytář i sakristie jsou kryty sedlovou střechou.
Kapli vyzdobil obrazy a freskami na sklonku svého života Eliáš Dollhopf z Horního Slavkova. Hlavní oltář s bohatou sochařskou výzdobou měl uprostřed oltářní plátno s námětem Nejsvětější Trojice korunující Pannu Marii. Nad hlavním oltářem se nacházela freska s motivem křesťanského nebe s Nejsvětější Trojicí a s devíti kůry andělskými. Ve čtyřech klenebních polích zachytil malíř alegorie čtyř hlavních metel lidstva – hladomoru, nemocí, války a moru. Pro postranní oltář dodal malíř oltářní plátno s námětem Nejsvětějšího Srdce Ježíšova. Na výzdobě kaple pracoval malíř v roce 1773, jejího dokončení se však nedožil, slavnostní vysvěcení proběhlo dne 24. května 1774, tedy půl roku po Dollhopfově úmrtí. Veškerá výmalba včetně mobiliáře padla za oběť požáru kaple v roce 1874.
Současné oltářní plátno s námětem Korunování Panny Marie je novější dílo bez vyšší umělecké hodnoty.

## Fotogalerie

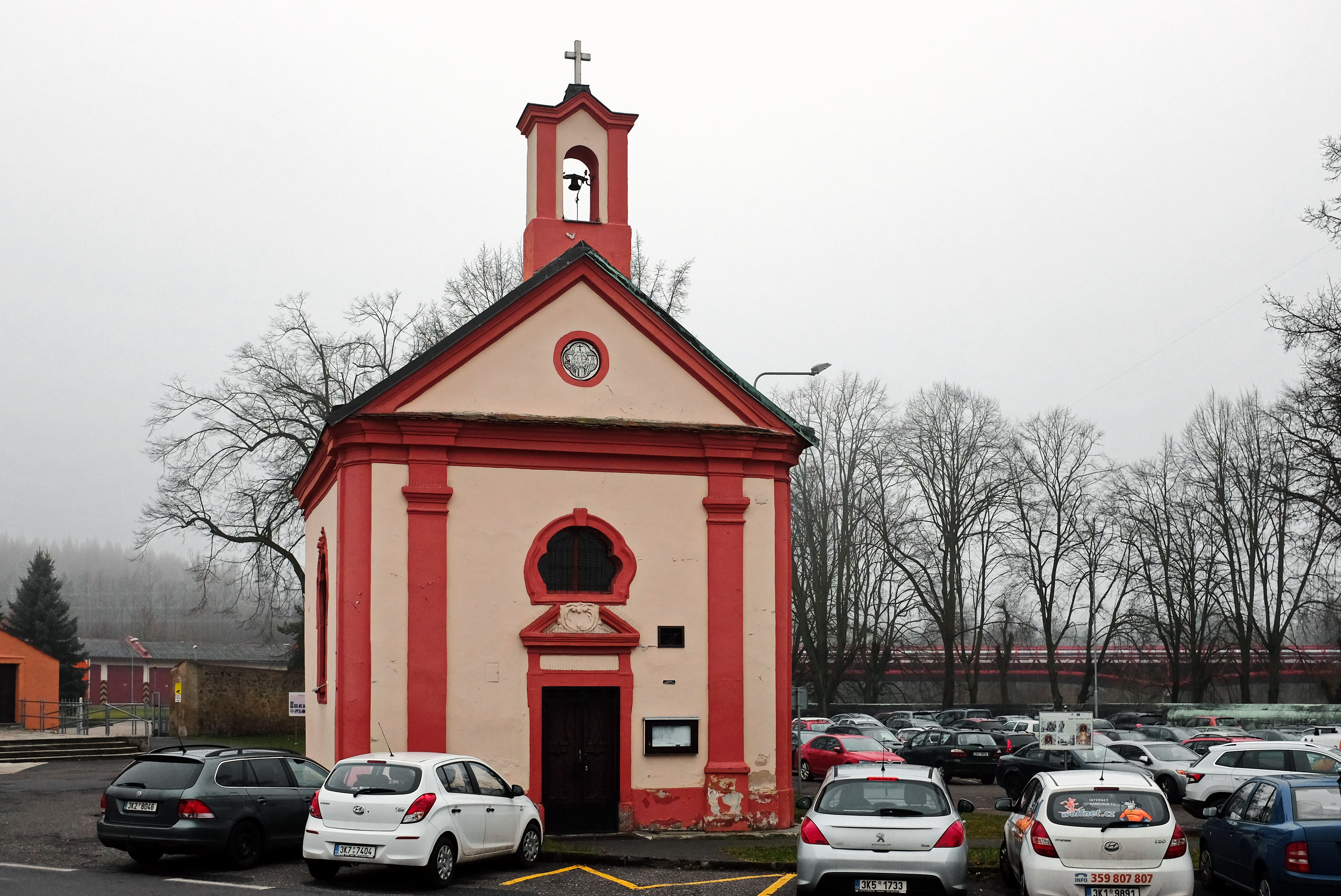
Čelní pohled
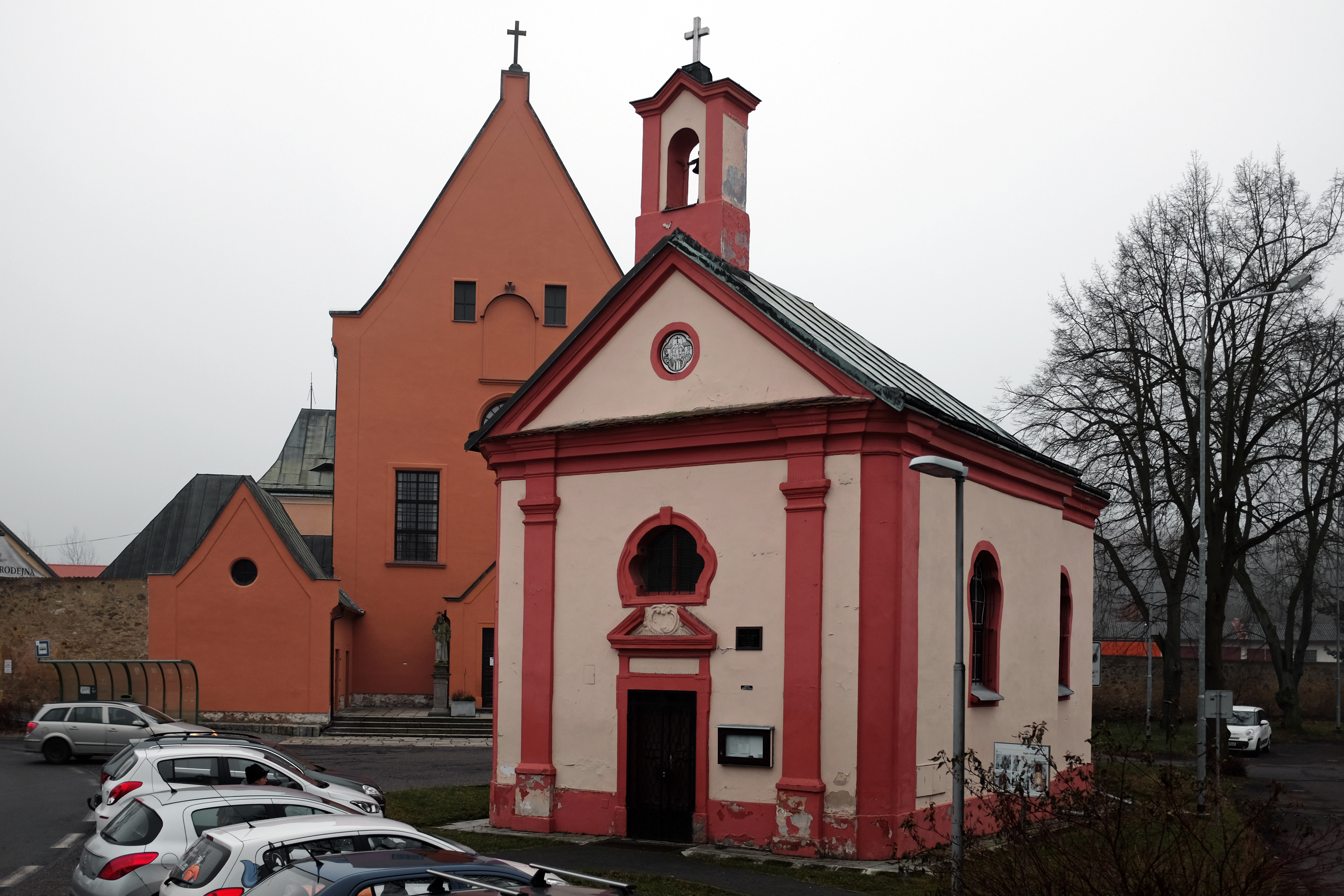
Kaple a v pozadí klášter
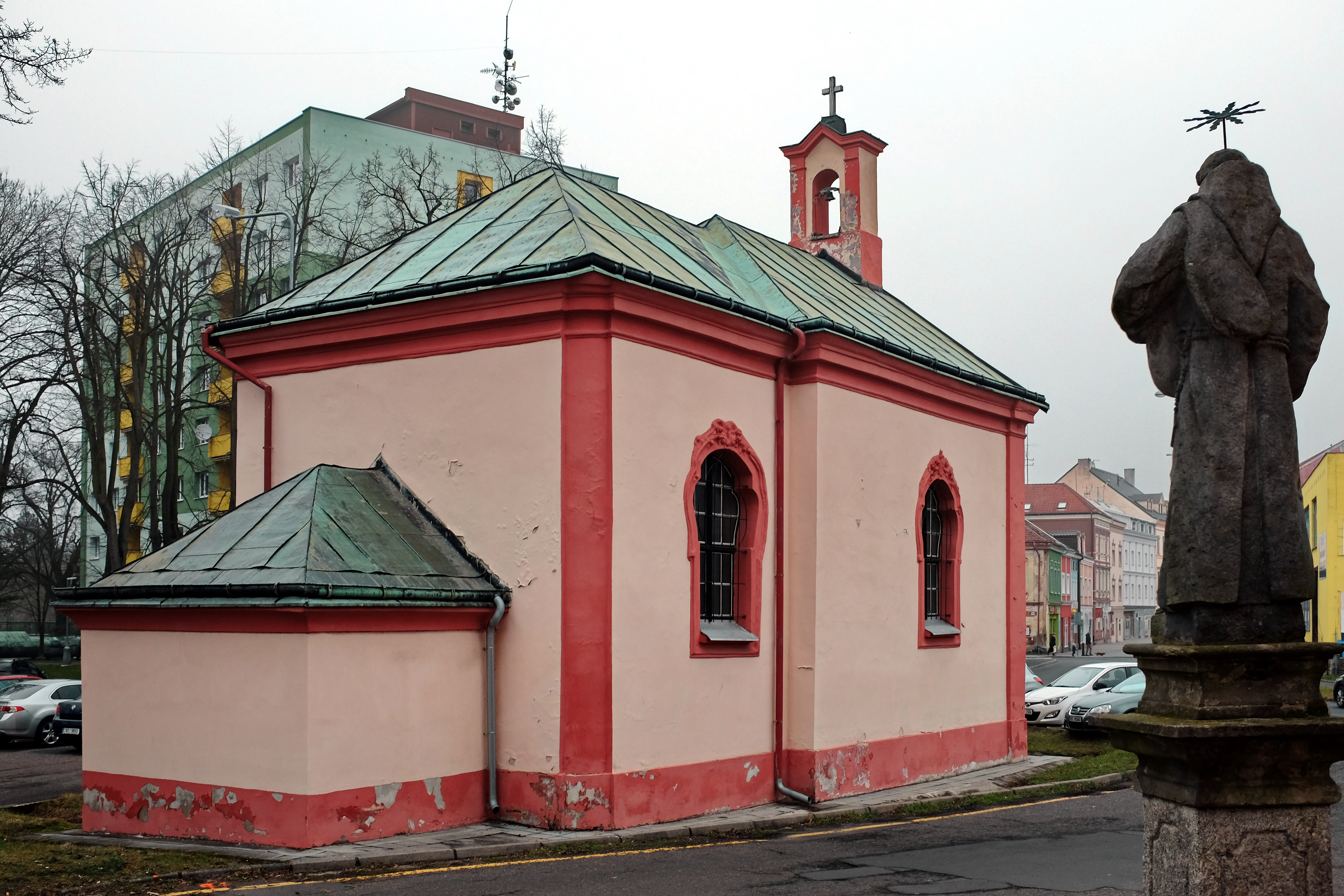
Pohled od kláštera
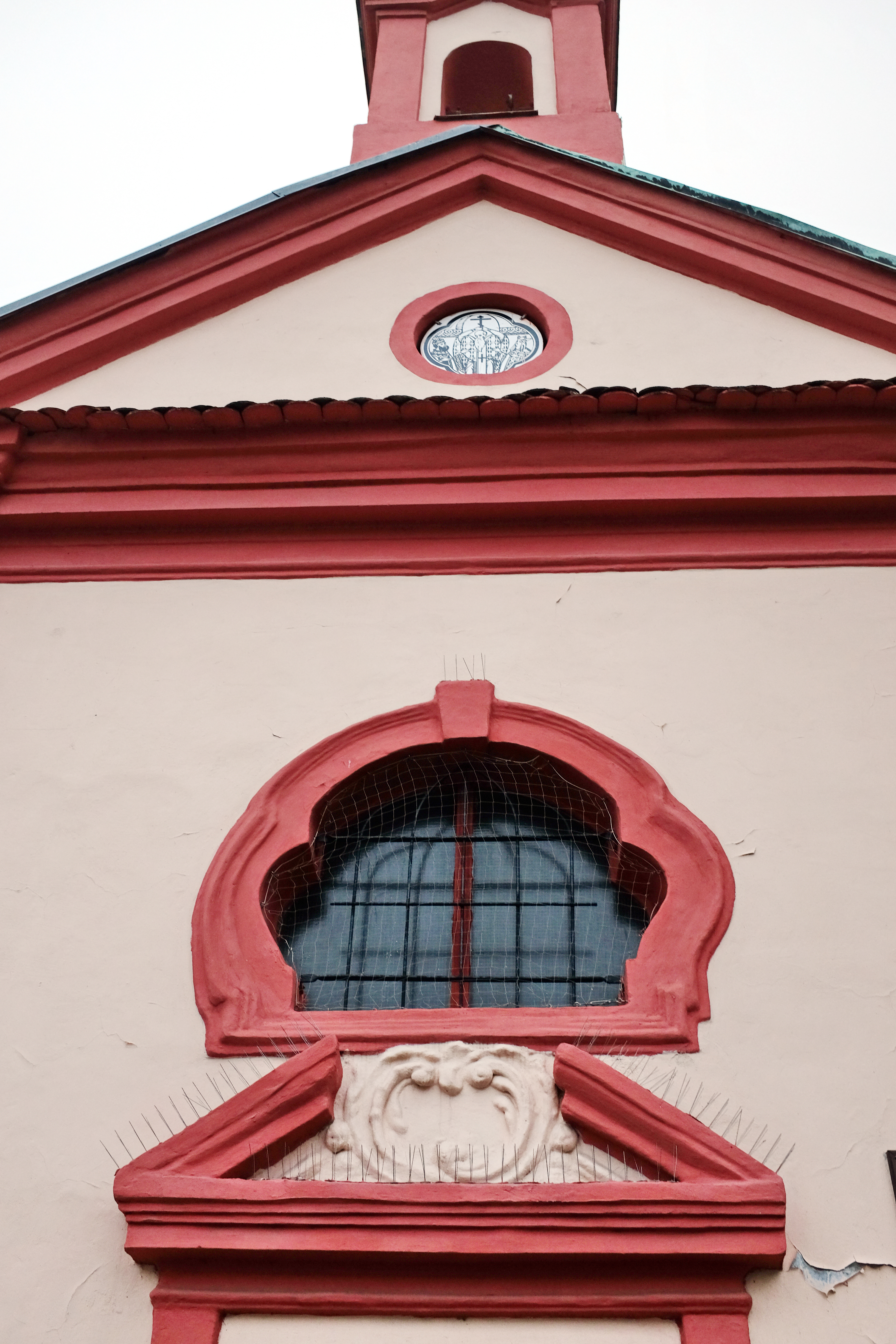
Detail průčelí
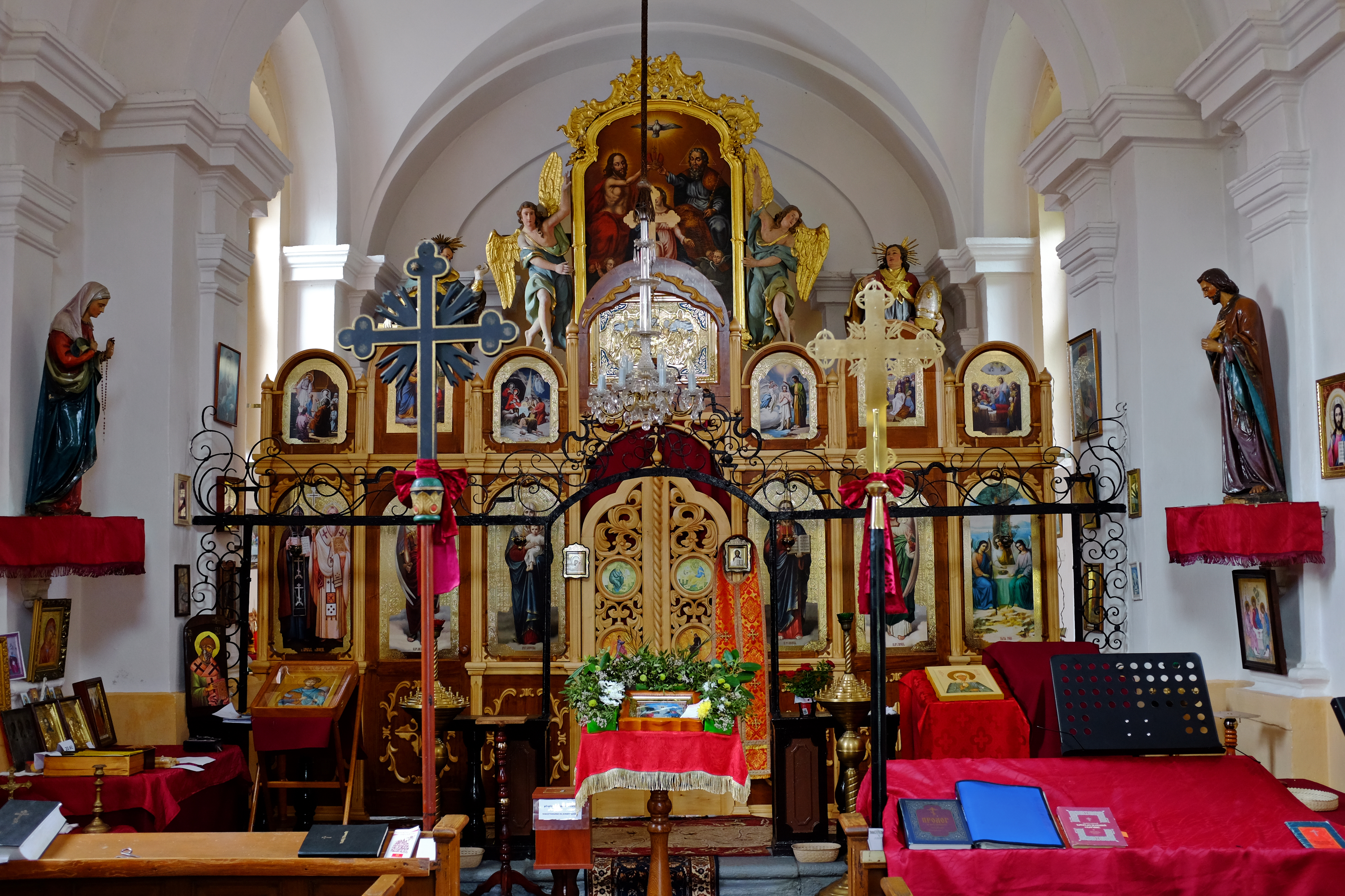
Interiér